# Danijel Koncilja

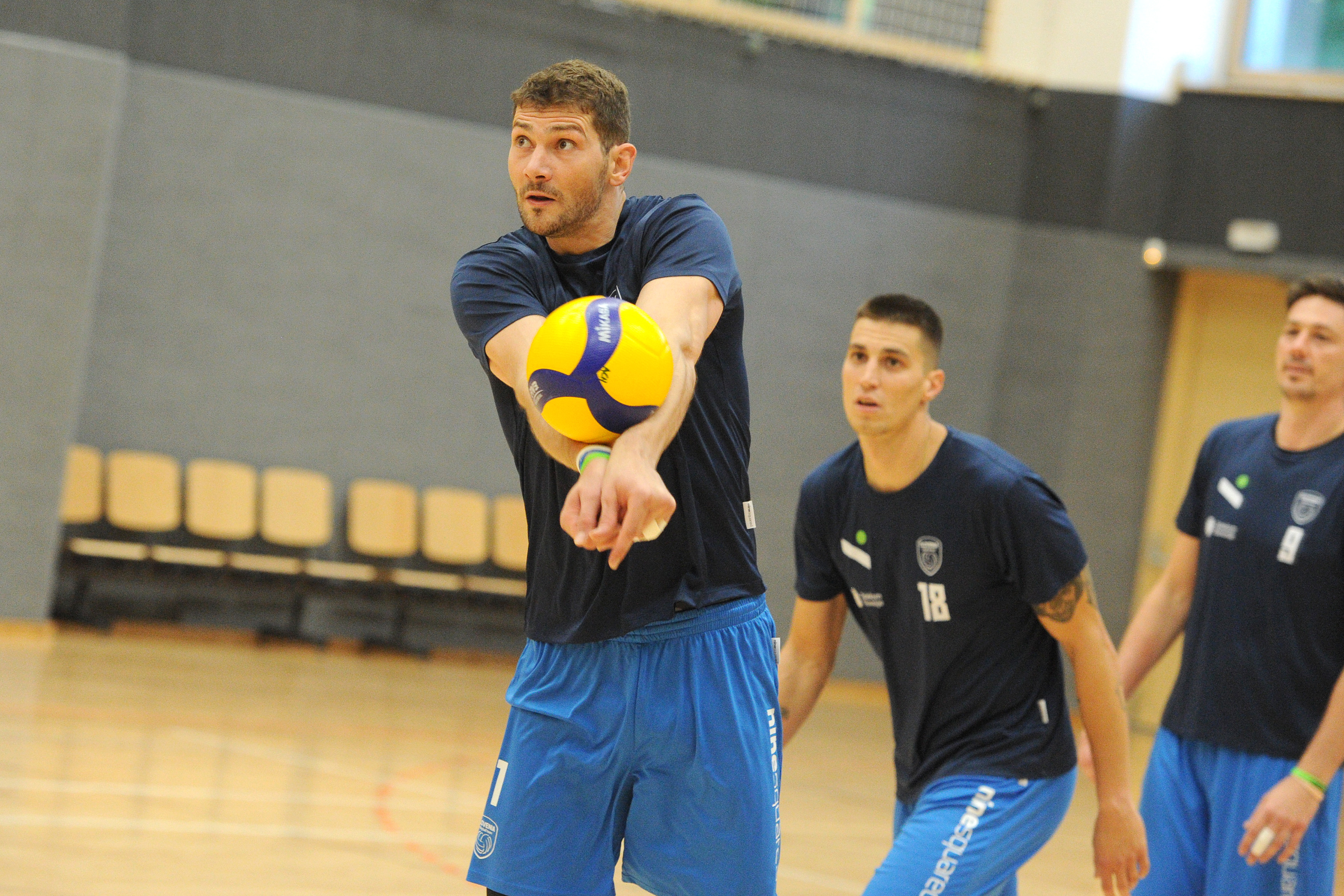
Danijel Koncilja podczas treningu w reprezentacji Słowenii, 09.08.2022

Danijel Koncilja (ur. 4 września 1990) – słoweński siatkarz, grający na pozycji środkowego, reprezentant Słowenii. 

## Przebieg kariery
| Lata                      | Klub                    |
| ------------------------- | ----------------------- |
| 2009–2011                 | Marchiol Vodi Prvačina  |
| 2011–2013                 | OK Salonit Anhovo Kanal |
| 2013–2016                 | SK Posojilnica Aich/Dob |
| 2016–2017                 | Tonazzo Padwa           |
| 2017–2018                 | Nice VB                 |
| 2018–2022                 | AS Cannes VB            |
| 2022–2024 (do 01.04.2024) | ACH Volley Lublana      |

## Sukcesy klubowe
Liga słoweńska:
- 2023[3]
- 2010, 2011

MEVZA - Liga Środkowoeuropejska:
- 2023[4]
- 2014, 2015

Liga austriacka:
- 2014, 2015[5], 2016

Liga francuska:
- 2021

Puchar Słowenii:
- 2023[6]

## Sukcesy reprezentacyjne
Liga Europejska:
- 2015[7]
- 2014

Mistrzostwa Europy:
- 2015[8]
- 2023[9]

## Nagrody indywidualne
- 2010: Najlepszy blokujący Pucharu Słowenii